# Хасан Прищина
Хасан бей Прищина (на албански: Hasan Bej Prishtina), роден като Хасан Бериша, е албански и османски политик, министър-председател на Албания и революционер. Като такъв има връзки с националноосвободителните балкански движения на българи и хървати.

## Биография

### В Османската империя
Роден е през 1873 година във Вучитрън, Косово, тогава в границите на Османската империя. Преди Първата световна война играе важна роля в албанското движение за независисимост. През 1921 година е за кратко министър-председател на Албания.
Хасан бей Прищина произхожда от богато земеделско семейство. Следва право в Истанбул. След Младотурската революция от 1908 година е избран за депутат в османския парламент. Приблизително по това време променя фамилното си име от Бериша на Прищина и добавя към името си бей.
След Албанското въстание от 1910 година Хасан бей Прищина повторно става депутат в Османския парламент. През 1912 година е ръководител на Албанското въстание от 1912 година, по време на което предлага създаването на албано-българска държава в Македония, подкрепен от британския консул в Скопие. По време на Балканската война Хасан бей се стреми да възпрепятства подялбата на албанските земи между съседните Черна гора, Сърбия и Гърция.

### След създаването на независима Албания
С обявяването на албанската независимост Хасан бей Прищина подкрепя първото правителство на Исмаил Кемали, чиято власт едва стига до Елбасан, камо ли до Косово, където са мнозинството от привържениците му. През 1913 година получава за кратко министерски пост, който реално не може да заема.
На 17 май 1914 година получава министерски пост от албанския княз Вилхелм Вид. Избухването на Първата световна война води до изчезване на Албания от политическата карта на Европа. По-голямата част от войната Хасан бей прекарва в Италия.
В края на войната около него се сформира движение, което се противопоставя на връщането на Косово на Сърбия. През октомври 1919 година Хасан бей заедно с косовска делегация посещава Париж с мисията да иска обединението на Косово с Албания. Делегацията обаче не е приета и изслушана от почти никой.
През 1920 година участва в Конгреса в Люшня, в който вземат участие заможни и авторитетни албанци и има за цел изграждането на мощно следвоенно албанско правителство. През април 1921 година е избран от региона Дебър в албанския парламент. Застъпва политика на подкрепа за косовските албански бунтовници. Очертава се като политически противник на Ахмед Зогу, който се ползва с подкрепата на Югославия. В същата година Прищина сключва договор с представителите на ВМРО Павел Христов и Александър Протогеров за съвместна борба срещу сръбската власт във Вардарска Македония и Косово, според който Албания трябва да получи Новопазарския санджак и Косово, Македония да стане независима държава, а Дебърският санджак се обявява за спорен.
На 7 декември 1921 година Хасан бей Прищина е избран за министър-председател. Той остава на този пост едва няколко дни. Причина е намесата на Ахмед Зогу, който е заставен да отстрани косовските албански националисти от парламента и правителството за да избегне едно стълкновение с Югославия.
През февруари 1923 година Хасан бей и неговите най-близки привърженици са принудени да напуснат Албания. През лятото на 1924 настъпва нова промяна в албанската политика. Правителството на Фан Ноли подкрепя изпращането на една албанска делегация в Женева, в Обществото на народите за връчване на оплаквания от сръбските издевателства в Косово. Член на делегацията е и Хасан бей Прищина.
След като в края на 1924 година Ахмет Зогу поема с помощта на Югославия отново властта в Албания, Хасан бей е принуден да напусне Албания завинаги. Той си купува къща в Солун, където живее като изгнаник.
На 14 април 1933 година Иван Михайлов, Анте Павелич и Хасан бей Прищина изработват проект за съюз между ВМРО, Усташа и косовския комитет за съвместна дейност срещу Югославия. 

За посещението на Хасан бей в България, Иван Михайлов пише:
Пристигнал бе в София, ако добре помня, през 1933 г.; потърсил наши приятели, които ми известиха, че желаел да се срещнем. Придружен от преводчик, дойде в едно македонско село и останахме заедно неколко часа. Остави ми отлично впечатление като събеседник. Имаше нещо много приятно в оная мъдрост, измерена шеговитост, спокойствие и специален такт, така видимо свидетелствующ, че той е формиран в турско-ориенталска политическа атмосфера. Изпратих го далече от селската къща, в която беседвахме. Докато се закри от погледа ми постоянно ми махаше с ръка за поздрав, както бе яхнал на едно оседлано конче, и придружен пак от един наш другар. Като се прибрах в къщата видех, че си е забравил бастуна. Изпратих друг другар да го догони и му го предаде. Настигнал го, но любезният Хасан-бей не взел бастуна, а изрично помолил другаря да ми го предаде като спомен от срещата ни.
На 13 август 1933 година в Солун е убит от албанеца Ибрахим Чело. Не се знае със сигурност дали става дума за кръвно отмъщение или за убийство по заръка на Ахмед Зогу и Кралство Югославия. Погребан е в Кукъс.